# 에스토니아 보수인민당
에스토니아 보수인민당(에스토니아어: Eesti Konservatiivne Rahvaerakond, EKRE)은 에스토니아의 민족주의 정당이다. 2012년에 에스토니아 인민연합, 에스토니아 애국 운동 합병과 동시에 설립되었다. 현재 지도자는 마르트 헬메이다. 2019년 총선에서 에스토니아 중앙당에 이은 3위를 차지했고, 연정에 참여해 집권 여당이 되었다.

## 같이 보기
- 에스토니아의 정당